# Viehberg
Viehberg (1112 m) je nejvyšším vrcholem pohoří Freiwald (rakouské části Novohradských hor) ve východní části Mühlviertelu a druhou nejvyšší horou této části Horních Rakous.
Leží 1,5 kilometru západně od obce Sandl a asi 5 km od česko-rakouské hranice. Nejbližší větší město je 10 km vzdálený Freistadt.
Geologicky patří k Českému masivu, je tvořen žulami. Na severovýchodním úbočí hory pramení řeka Maltsch (Malše).